# Royal Sovereign
Royal Sovereign is een historisch merk van motorfietsen.
De bedrijfsnaam was: London Machinists Co., Kingsland, London.
Dit was een Engels merk dat van 1902 tot 1905 motorfietsen met 211cc-Minerva-motoren bouwde. Vanaf 1904 was ook een forecar leverbaar.